# Necitumumab
Necitumumab es un medicamento vendido bajo la marca Portrazza y utilizado para el carcinoma de pulmón de células no pequeñas. Este medicamento se utiliza, junto con gemcitabina y cisplatino, para el cáncer de células escamosas de pulmón que se ha diseminado. Sin embargo, tal uso no se recomienda en el Reino Unido. Se administra mediante inyección gradual en la vena.
Los efectos secundarios de este medicamento incluyen erupción cutánea y niveles bajos de magnesio otros efectos secundarios pueden incluir paro cardíaco y coágulos de sangre. El uso de este medicamento durante el embarazo pudiera  dañar al bebé. Es un anticuerpo monoclonal que se une al receptor del factor de crecimiento epidérmico.
Este medicamento fue aprobado para uso en los Estados Unidos en 2015. Si bien se aprobó su uso en Europa en 2016, esta aprobación fue retirada posteriormente. En el Reino Unido, le costó al NHS 1450 libras esterlinas por dosis a partir de 2021. Esta cantidad en Estados Unidos cuesta unos 4.500 dólares.